# Риу-Майор
Риу-Майор (порт.  Rio Maior; [ʁiu mɐi'ɔɾ]) — город в Португалии, центр одноимённого муниципалитета в составе округа Сантарен. Численность населения — 11,5 тыс. жителей (город), 21,1 тыс. жителей (муниципалитет). Город и муниципалитет входит в экономико-статистический регион Алентежу и субрегион Лезирия-ду-Тежу. По старому административному делению входил в провинцию Рибатежу.
Покровителем города считается Дева Мария (порт. Maria).
Праздник города — 6 ноября.

## Расположение
Город расположен в 25 км северо-западнее города Сантарен.
Муниципалитет граничит:
- на севере — муниципалитет Порту-де-Мош
- на северо-востоке — муниципалитет Сантарен
- на юге — муниципалитеты Сантарен, Азамбужа
- на западе — муниципалитет Кадавал, Калдаш-да-Раинья
- на северо-западе — муниципалитет Алкобаса

## Население
| Население муниципалитета Риу-Майор (1801—2004) | Население муниципалитета Риу-Майор (1801—2004) | Население муниципалитета Риу-Майор (1801—2004) | Население муниципалитета Риу-Майор (1801—2004) | Население муниципалитета Риу-Майор (1801—2004) | Население муниципалитета Риу-Майор (1801—2004) | Население муниципалитета Риу-Майор (1801—2004) | Население муниципалитета Риу-Майор (1801—2004) | Население муниципалитета Риу-Майор (1801—2004) |
| ---------------------------------------------- | ---------------------------------------------- | ---------------------------------------------- | ---------------------------------------------- | ---------------------------------------------- | ---------------------------------------------- | ---------------------------------------------- | ---------------------------------------------- | ---------------------------------------------- |
| 1849                                           | 1900                                           | 1930                                           | 1960                                           | 1981                                           | 1991                                           | 2001                                           | 2004                                           |                                                |
| 5405                                           | 11 645                                         | 15 150                                         | 19 356                                         | 19 894                                         | 20 119                                         | 21 110                                         | 21 621                                         |                                                |

## История
Город основан в 1836 году.

## Районы
В муниципалитет входят следующие районы:
1. Алкоберташ
2. Аррокелаш
3. Арруда-душ-Пизойнш
4. Ассейсейра
5. Ассентиш
6. Азамбужейра
7. Фрагуаш
8. Малакейжу
9. Мармелейра
10. Отейру-да-Кортисада
11. Рибейра-де-Сан-Жуан
12. Риу-Майор
13. Сан-Жуан-да-Рибейра
14. Сан-Себаштиан